# Athens (Wisconsin)
Athens ist eine Gemeinde (mit dem Status „Village“) im Marathon County im US-amerikanischen Bundesstaat Wisconsin. Das U.S. Census Bureau ermittelte bei der Volkszählung 2020 eine Einwohnerzahl von 1059.
Athens ist der Bestandteil der Metropolitan Statistical Area Wausau, die sich mit dem Marathon County deckt.

## Geografie
Athens liegt in der nördlichen Mitte Wisconsins am Black Creek, der über den Big Rib River und den Wisconsin River zum Stromgebiet des Mississippi gehört.
Die geografischen Koordinaten von Athens sind 45°01′59″ nördlicher Breite und 90°04′26″ westlicher Länge. Das Gemeindegebiet erstreckt sich über eine Fläche von 6,37 km².
Nachbarorte von Athens sind Goodrich (15,7 km nördlich), Edgar (21,2 km südöstlich), Fenwood (23,8 km südsüdöstlich), Stratford (26,2 km südlich), Dorchester (24 km westsüdwestlich) und Stetsonville (23,4 km westnordwestlich).
Die nächstgelegenen größeren Städte sind Wausau (46,6 km ostsüdöstlich), Green Bay am Michigansee (195 km in der gleichen Richtung), Appleton (194 km südöstlich), Wisconsins größte Stadt Milwaukee (325 km in der gleichen Richtung), Wisconsins Hauptstadt Madison (260 km südsüdöstlich), La Crosse am Mississippi (213 km südwestlich), Eau Claire (134 km westsüdwestlich), die Twin Cities in Minnesota (257 km westlich) und Duluth am Oberen See in Minnesota (324 km nordwestlich).

## Verkehr
Der Wisconsin State Highway 97 führt in Nord-Süd-Richtung als Hauptstraße durch Athens. Alle weiteren Straßen sind untergeordnete Landstraßen, teils unbefestigte Fahrwege sowie innerörtliche Verbindungsstraßen.
Der nächste Flughafen ist der Central Wisconsin Airport in Mosinee (54 km südöstlich).
Die Bahnstrecke von Athens nach Abbotsford, betrieben von der Abbotsford and Northeastern Railroad, wurde stillgelegt.

## Bevölkerung
Nach der Volkszählung im Jahr 2010 lebten in Athens 1105 Menschen in 471 Haushalten. Die Bevölkerungsdichte betrug 173,5 Einwohner pro Quadratkilometer. In den 471 Haushalten lebten statistisch je 2,35 Personen.
Ethnisch betrachtet setzte sich die Bevölkerung zusammen aus 96,2 Prozent Weißen, 0,2 Prozent Afroamerikanern, 0,2 Prozent amerikanischen Ureinwohnern, 0,2 Prozent Asiaten sowie 2,4 Prozent aus anderen ethnischen Gruppen; 0,8 Prozent stammten von zwei oder mehr Ethnien ab. Unabhängig von der ethnischen Zugehörigkeit waren 4,9 Prozent der Bevölkerung spanischer oder lateinamerikanischer Abstammung.
24,7 Prozent der Bevölkerung waren unter 18 Jahre alt, 57,6 Prozent waren zwischen 18 und 64 und 17,7 Prozent waren 65 Jahre oder älter. 49,0 Prozent der Bevölkerung war weiblich.
Das mittlere jährliche Einkommen eines Haushalts lag bei 42.292 USD. Das Pro-Kopf-Einkommen betrug 21.318 USD. 14,8 Prozent der Einwohner lebten unterhalb der Armutsgrenze.